# U Římské studánky
U Římské studánky je přírodní rezervace poblíž obce Kněžice v okrese Jihlava v nadmořské výšce 620–642 metrů. Oblast spravuje Krajský úřad Kraje Vysočina. Důvodem ochrany je starý bukový porost na stanovišti svěžích jedlových bučin.